# Wal Torres
Wal Torres (São Paulo, 30 de março de 1950 — São Paulo, 5 de maio de 2019) foi uma terapeuta de gênero, sexóloga, escritora e ativista transgénero brasileira. Mestre em sexologia pela Universidade Gama Filho, foi autora de dois livros sobre disforia de género e desde 2001 atendia pessoas de todo o mundo com essa condição através de sua clínica virtual, a Gendercare. Em 2002 tornou-se membro titular da World Professional Association for Transgender Health, Inc. (WPATH), a mais respeitada entidade mundial no estudo e no tratamento de questões de identidade de gênero.
Torres já foi também porta-voz da Organização Internacional Intersexo (OII) para os países de língua portuguesa, a qual aderiu em 2006, desligando-se em 2012.

## Carreira

### Antecedentes
Com mais de 40 anos e após duas décadas de uma vida próspera como engenheiro químico no Brasil e no exterior, quando deu aulas em universidades e foi consultor de indústrias petroquímicas e de fertilizantes, Wal Torres decidiu fazer sua transição de gênero, época em que já estava divorciada e distante da família.

### Clínica virtual pioneira
A mudança radical de vida trouxe junto a necessidade de mudança profissional. Foi então que em agosto de 2001 fundou e começou a atender pessoas com disforia de género de todo o mundo através de sua clínica virtual, a Gendercare, na qual desenvolve testes e métodos de avaliação pela Web. Há anos advogava contra intervenções médicas desnecessárias em bebês intersexuais, preconizando aguardar a livre manifestação do paciente antes de qualquer intervenção, para que assim se evitem futuros casos de disforia de género.
Em entrevista ao jornal A Notícia, de Santa Catarina, sobre se a transgeneridade tem origem física ou psicológica, a terapeuta afirmou:
Física, não resta dúvida. O que define o sexo da pessoa é o lado neuropsíquico, algo que se cristaliza entre o quarto e o sétimo mês de gestação. Não é simplesmente aquilo que a criança tem entre as pernas. Se o cérebro for feminino, não há o que o masculinize. O processo de conformação dos genitais, que acontece no quarto mês de gestação, é completamente independente do processo de formação do cérebro. Graças a Deus, o resultado dos dois coincide em 99,99% da população. Mas naquele zero vírgula qualquer coisa é que acontece a discordância de gênero. E nós sofremos com a ignorância e o preconceito, porque tudo relacionado a sexo vira tabu. Se você tiver um problema na medula, no coração ou no fígado, os médicos fazem tudo para corrigir. Mas se você tiver qualquer coisa ligada a sexo, aí é a desgraça absoluta, porque você já vira criminosa, miserável, bandida. Inclusive o termo transexualismo é muito pejorativo, não quer dizer nada, nem científica nem psicologicamente.
Foi assim que, contrariando os preconceitos enraizados, diagnosticava jovens e avaliava crianças, tendo criado game tests especiais para essas avaliações. A sexóloga acreditava que avaliar e estudar é uma coisa, já interferir com terapias e cirurgias outra. As primeiras (retardamento da puberdade e hormonoterapia cruzada) podem ser desenvolvidas precocemente (começando o retardamento aos dez anos, e, ao fim do diagnóstico, iniciando-se, quando for o caso, a terapia hormonal aos doze ou treze anos de idade). Cirurgias reparadoras definitivas, como a cirurgia de redesignação sexual, só aos dezesseis anos, idade que ela considerava a mais conveniente.
Em 2000, na revista Scientia Sexualis, publicada pela Universidade Gama Filho, a terapeuta afirmou:
A pessoa disfórica, por motivos neuro-organizacionais durante sua gestação, termina por sofrer uma discordância de gênero, ou seja, seus tecidos genitais e sua organização neural basal não têm o mesmo gênero. Resultados neurobiológicos modernos mostram isso de forma contundente (...). Sendo assim, cientificamente não mais se considera a disforia de gênero como tendo sua origem apenas em processos 'psicológicos', e muito menos morais e sociais.
Wal Torres também preconizava a necessidade de treinamento especializado, intensivo e abrangente para qualquer cirurgião estar capacitado a realizar cirurgias de redesignação sexual, tanto em mulheres trans quanto homens trans. Sobre esse aperfeiçoamento ela declarou ao portal Fervo:
Esperamos que o Conselho Federal de Medicina venha a se manifestar a respeito, empenhando-se em proporcionar à população brasileira as condições adequadas para aprendizado e treinamento de cirurgiões de [cirurgias de] redesignação sexual, para que se atualizem no 'estado da arte', e a partir daí venham a aprimorar técnicas, de forma experimental no Brasil, nos hospitais universitários, além de aplicar as técnicas já desenvolvidas no país, tal qual a técnica Jurado de redesignação para MTFs, após um período prolongado de residência na clínica Jalma Jurado em Jundiaí.
A falta de treinamento específico causou no passado vários insucessos e mutilações nesse tipo de cirurgia no Brasil.

### Publicações e mídia
Em 1998, publicou pela Editora Vozes o livro Meu Sexo Real, usando o pseudônimo Martha Freitas, como ficou mais conhecida no Brasil, sobretudo na mídia. Com o mesmo cognome, escreveu O Mito Genital, pela Belaspalavras, sua editora virtual. O livro foi posteriormente enviado pelo editor à Feira do Livro de Frankfurt, de 1998, e imediatamente reconhecido como uma publicação de relevância sobre a questão da identidade de gênero pelo Dr. Günter Dörner, do departamento de endocrinologia da Universidade Humboldt, em Berlim.
Em Meu Sexo Real a terapeuta afirma:
A pessoa é autônoma na definição de sua identidade (...). O transexualismo é uma disforia de gênero, um problema biológico e congênito, uma discordância entre dois sistemas: o neural e o genital. Mas o neural prevalece, porque determina o si-mesmo neuro-psíquico da pessoa. Então, se existe uma desordem ela é genital, e precisa ser corrigida, porque a pessoa como si-mesma, acima de tudo, precisa ser respeitada.
Objetivando tornar mais conhecido o drama que sofrem transexuais e transgêneros, participou de várias entrevistas e debates em programas de televisão na TV Globo, na Band e no SBT, assim como em rádios e na mídia impressa. Contudo, ressentida com o sensacionalismo que os meios de comunicação ainda dispensavam ao assunto — com um enfoque pouco científico e muito especulativo —, preferiu recusar novos convites. 
A terapeuta continuou, entretanto, representado o Brasil em vários congressos internacionais sobre disforia de gênero, como em 2001, por ocasião do XV Congresso Mundial de Sexologia, em Paris, no qual divulgou suas ideias e seus conhecimentos na área, assim como em 2007, no 20º Simpósio Bienal da WPATH, em Chicago, nos Estados Unidos.

## Vida pessoal

### Família e formação
Wal Torres sofria de conflitos de identidade desde a primeira infância, quando já acreditava pertencer ao género feminino. Já adulta, e ainda vivendo no papel social masculino, decidiu se formar em Engenharia Química pela Escola Politécnica da Universidade de São Paulo, na USP, em 1972. Também se casou duas vezes e teve filhos de ambos os casamentos. 
Mais tarde, diante de uma grande crise existencial, submeteu-se a uma busca espiritual que a levou por fim à aceitação de sua identidade de género, aos 45 anos.

### Transição de gênero e cirurgia
No início de seu processo de transição, Torres buscou apoio com outras pessoas, como ela, trangéneros. Contudo, em virtude de os aconselhamentos serem incipientes e experimentais, e portanto muito arriscados, resolveu buscar a parca ajuda especializada disponível na época à comunidade transexual e transgênera. 
Mais tarde, já devidamente tratada pela Dra. Dorina Quaglia (1925–2019), ex-diretora do Instituto de Gônadas e Intersexo do Hospital das Clínicas da USP, e levando uma vida como mulher, decidiu estudar a disforia de género e a transgeneridade, o que a levou a fazer um Mestrado em Sexologia pela Universidade Gama Filho, no Rio de Janeiro, por meio de uma bolsa da Capes, o que lhe rendeu o título de Mestre em Sexologia, em 2002, e um Cum laude como distinção de honra pelo seu desempenho acadêmico.
Em 1997, aos 47 anos, submeteu-se a uma cirurgia de redesignação sexual (CRS) com o Dr. Jalma Jurado, então o mais reputado cirurgião especializado em operações de mudança de sexo no Brasil, tendo feito mais de 500 desse gênero no país.
Em entrevista à revista Época, em 2002, ela revelou detalhes sobre sua vida pós-transição de gênero:
Nasci com cabeça de mulher, mas reprimi essa realidade quanto pude. Como engenheiro químico de prestígio, dei aulas em universidades e fui consultor de indústrias petroquímicas e de fertilizantes. Tive de enterrar essa carreira porque a masculinidade do ambiente não permitiria que eu virasse a Marthinha de uma hora para outra. Não passaria sequer da portaria das empresas. Fiz um mestrado em sexologia e hoje me dedico a atender pessoas com transtornos de identidade sexual. Quando ligam procurando o 'falecido', digo que ele está no Exterior. Antes da transformação, casei e tive filhos. Não tenho mais contato com eles. Era um amante do tipo que as mulheres gostam. Fiz a cirurgia aos 47 anos e hoje vivo no Rio. Ganhei uma vagina, tenho mais prazer e estou em paz comigo mesma. Mas, confesso, sou bissexual. Posso me apaixonar tanto por homens quanto por mulheres.

### Morte
Divorciada já há muitos anos, a terapeuta voltou a morar na cidade de São Paulo uns dez anos antes de sua morte, após um grande período vivendo no Rio de Janeiro, onde mantinha a sua clínica virtual. 
Drª Torres morreu aos 73 anos em decorrência de uma série de problemas de saúde, entre os quais um que restringiu muito sua capacidade de locomoção.